# Mercurialis annua
La mercurial —entre otros muchos nombres— (Mercurialis annua) es una especie perteneciente a la familia Euphorbiaceae.

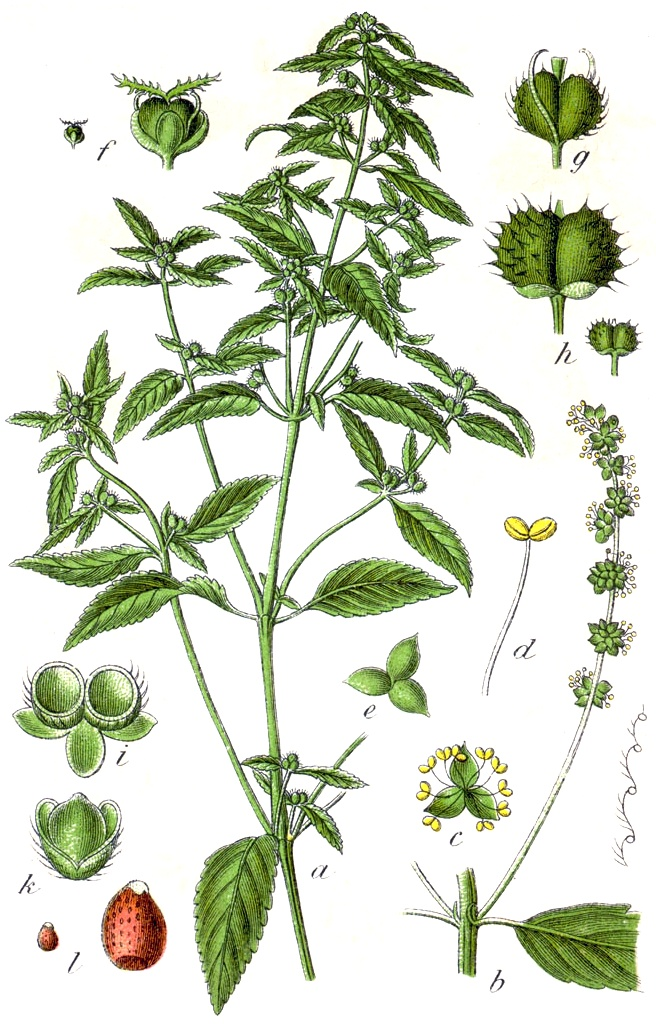
Ilustración en Johann Georg Sturm, 1796

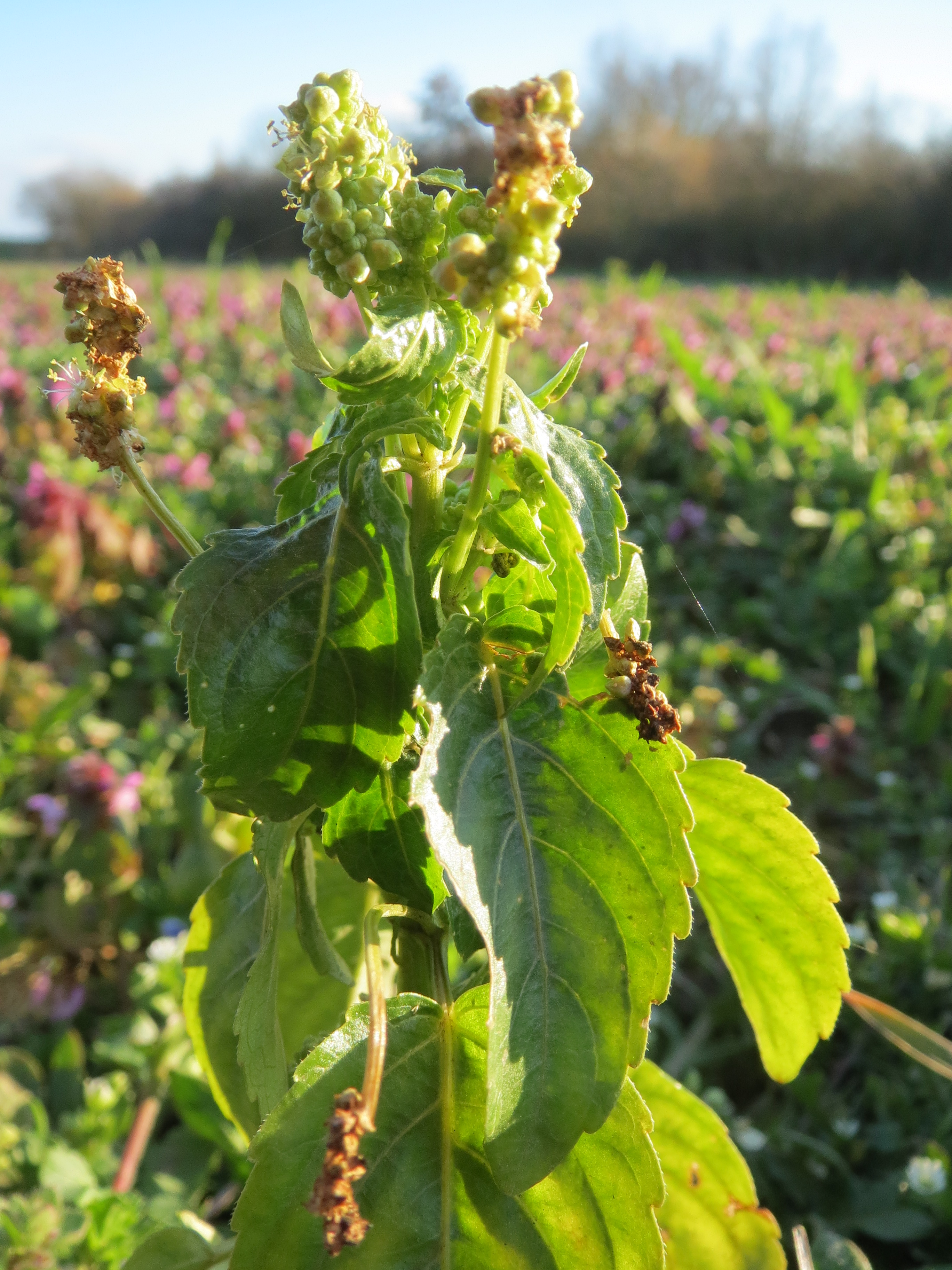
Vista de la planta

## Descripción
Planta anual de baja a mediana de unos 30 cm, glabra o ligeramente peluda; tallos ramificados desde la base. Hojas opuestas de ovales a lanceoladas, dentadas y con el pecíolo corto de color verde pálido. Flores masculinas y femeninas en plantas separadas; las masculinas en espigas erectas, pecioladas y verdosas, y las femeninas, que son poco abundantes y de 3-4 mm, en pequeños grupos laterales. Fruto de 2-3 mm, bilobulado e hirsuta.

## Distribución y hábitat
Es una mala hierba extendida por todo el Mediterráneo. Habita en terrenos cultivados, huertos, sotos, plantaciones, colinas y roquedos. Los hirsutos frutos se pegan a la ropa y al pelo y la planta se disemina con facilidad.

## Importancia económica y cultural
Usos
Purgante enérgico, aunque la medicina popular lo emplea a dosis muy débiles como laxante. En uso externo se emplean los infusos para lavados dérmicos, indicados en reumatismos. No se recomienda su empleo por vía interna, debido a su alta toxicidad.
Principios activos
Heterósidos flavónicos, sales potásicas y una molécula aún mal conocida (hermidina), a la que algunos autores hacen causante de la toxicidad de la especie.
Observaciones
La intoxicación se manifiesta con dolores bilaterales a nivel renal y vómitos abundantes. Se presenta eritema y hemoglobinuria transitoria. Al mismo género pertenece Mercurialis tomentosa L., que se distingue sin problemas por tratarse de una mata subleñosa en su base y por estar completamente cubierta por un denso tomento gris-plateado, siendo frecuente entre los cantos rodados y cascajares de ramblas y ríos. Es aún más activa, debiendo ser considerada como planta tóxica por vía interna. Los pólenes de las especies del género Mercurialis causan polinosis.

## Taxonomía
Mercurialis annua fue descrita por Carlos Linneo y publicado en Species Plantarum, vol. 2, p. 1035, 1753 
Etimología
Mercurialis: nombre genérico que hace referencia a Mercurio, dios del comercio en la mitología romana, a quien se atribuye el descubrimiento de las propiedades medicinales de esta planta.
annua: epíteto latino que significa "anual".
Sinonimia
- Discoplis serrata, Raf.
- Mercurialis ambigua, L.f.
- Mercurialis ciliata, C.Presl
- Mercurialis ladanum, Hartm.
- Mercurialis monoica, (Moris) B.M.Durand
- Mercurialis pinnatifida, Sennen
- Mercurialis tarraconensis, Sennen
- Synema annuum, (L.) Dulac[5][6]

## Nombres vernáculos
- Castellano: bledos mercuriales, malcoraje (5), mercurial (27), mercurial hembra, mercurial macho, mercurial medicinal, mercurial negra, mercurial negro (2), mercurial rastrero silvestre, mercurial rastrero testiculado, mercuriales, mercuriales hembras, mercuriales machos, ortiga mansa (2), ortiga muerta (4), ortiguilla muerta[7]

Los números entre paréntesis indican la frecuencia de vocablo en España.